# 熙川工業大學
熙川工業大學（朝鲜语：／），位於朝鮮民主主義人民共和國慈江道熙川市，成立於1959年9月1日。
學校配備有電視、廣播設備以及計算機等電子設備，以便教學和科學研究。研究專業有：電子通信工程、電腦數控工程、電子工業、無線通信等。有電子學院、圖書館、實驗工廠和印刷廠。
學校95%的教員擁有學位和職稱。